# District congressionnel at-large du Montana

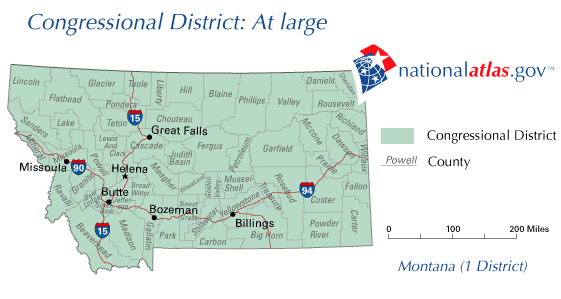
Le district de 1993 à 2023.

De 1993 à 2023, le Montana était représenté à la Chambre des Représentants des États-Unis par un district at-large du Congrès, parmi les 435 du des États-Unis. Le district était le district congressionnel le plus peuplé, avec un peu plus d'un million d'électeurs. C'était également le deuxième plus grand en termes de superficie, après le district at-large de l'Alaska, et le plus grand en termes de superficie des États-Unis contigus.
Le district était représenté pour la dernière fois par le Républicain Matt Rosendale. Il était auparavant représenté par le Républicain Greg Gianforte, qui n'a pas cherché à être réélu en 2020. Au lieu de cela, il a choisi de se présenter comme Gouverneur du Montana.
À partir des élections de mi-mandat de 2022, selon le recensement américain de 2020, le Montana a regagné le siège du Congrès qu'il avait perdu après le recensement de 1990. Ainsi, le district at-large a été dissous et les nouveaux districts étaient le 1er district à l'ouest et le 2e district à l'est. Rosendale s'est représenté dans le 2e district et a été élue.

## Politique
Le Président George W. Bush a remporté le Montana à l'élection présidentielle de 2004 avec 59,1 % des voix, battant John Kerry de 20%, ce qui indique que la circonscription est républicaine. Cependant, quatre ans plus tard, John McCain a remporté l'État avec seulement 2,5 % d'avance sur Barack Obama, et il existe une présence Démocrate significative dans l'État : depuis 2021, un siège au Sénat est détenu par un Démocrate, ce qui suggérait à l'époque que le district pourrait être compétitif lors des prochaines élections. En 2016, Donald Trump a gagné avec plus de 20 %, tandis que Ryan Zinke a remporté le district at-large du Montana avec plus de 16 %. Le Gouverneur Démocrate sortant, Steve Bullock, a cependant également été réélu à 4 %. Le siège est resté vacant lorsque Zinke a été nommé Secrétaire à l'Intérieur. Lors d'une élection spéciale tenue le 25 mai 2017, le Républicain Greg Gianforte a gagné avec une marge de 6 % et serait réélu avec une marge de 5 % en 2018.

## Débuts du district at-large
Depuis le statut d'État en 1889 jusqu'à la création de districts géographiques en 1919, le Montana était représenté à la Chambre des Représentants des États-Unis par des membres élus en général, c'est-à-dire exigeant le vote de toute la population de l'État. De 1913 à 1919, il y avait deux sièges, toujours élus en général ; les deux premiers ont obtenu les sièges. Après cette période, deux Représentants ont été élus dans deux districts géographiques de population à peu près égale, à l'est et à l'ouest de l'État.
Lors de la nouvelle répartition à la suite du recensement de 1990, le Montana a perdu l'un de ses deux sièges. Son membre restant a de nouveau été élu en général.

## Historique de vote
| Année | Poste      | Résultats            |
| ----- | ---------- | -------------------- |
| 2000  | Président  | Bush 58% – 33%       |
| 2000  | Gouverneur | Martz 51% - 47%      |
| 2000  | Sénat      | Burns 51% - 47%      |
| 2002  | Sénat      | Baucus 63% - 32%     |
| 2004  | Président  | Bush 59% – 38%       |
| 2004  | Sénat      | Schweitzer 50% - 46% |
| 2006  | Sénat      | Tester 49% - 48%     |
| 2008  | Président  | McCain 50% – 47%     |
| 2008  | Gouverneur | Schweitzer 66% - 33% |
| 2008  | Sénat      | Baucus 73% - 27%     |
| 2012  | Président  | Romney 55% – 41%     |
| 2012  | Gouverneur | Bullock 49% - 47%    |
| 2012  | Sénat      | Tester 49% - 45%     |
| 2014  | Sénat      | Daines 58% - 40%     |
| 2016  | Président  | Trump 56% – 35%      |
| 2016  | Gouverneur | Bullock 50% - 46%    |
| 2018  | Sénat      | Tester 50-47%        |
| 2020  | Président  | Trump 57–41%         |
| 2020  | Gouverneur | Gianforte 54-42%     |
| 2020  | Sénat      | Daines 55-45%        |

## Liste des représentants du district

### 1889-1919: Un, puis deux sièges
| 4 mars 1889 - 8 novembre 1889 | 51        | Siège créée à l'organisation de l'État | Siège créée à l'organisation de l'État | Siège créée à l'organisation de l'État                                               | Un second siège fut ajouté en 1913. | Un second siège fut ajouté en 1913. | Un second siège fut ajouté en 1913.                                                                         |
| 8 novembre 1889 - 3 mars 1891 | 51        | Thomas H. Carter (en)                  | Républicain                            | Élu en 1889. Perd sa réélection.                                                     | Un second siège fut ajouté en 1913. | Un second siège fut ajouté en 1913. | Un second siège fut ajouté en 1913.                                                                         |
| 4 mars 1891 - 3 mars 1893     | 52e       | William W. Dixon (en)                  | Démocrate                              | Élu en 1890. Perd sa réélection.                                                     | Un second siège fut ajouté en 1913. | Un second siège fut ajouté en 1913. | Un second siège fut ajouté en 1913.                                                                         |
| 4 mars 1893 - 3 mars 1897     | 53e - 55e | Charles S. Hartman (en)                | Républicain                            | Élu en 1892. Réélu en 1894. Réélu en 1896. Retrait.                                  | Un second siège fut ajouté en 1913. | Un second siège fut ajouté en 1913. | Un second siège fut ajouté en 1913.                                                                         |
| 4 mars 1897 - 3 mars 1899     | 53e - 55e | Charles S. Hartman (en)                | Silver Republican (en)                 | Élu en 1892. Réélu en 1894. Réélu en 1896. Retrait.                                  | Un second siège fut ajouté en 1913. | Un second siège fut ajouté en 1913. | Un second siège fut ajouté en 1913.                                                                         |
| 4 mars 1899 - 3 mars 1901     | 56e       | Albert J. Campbell (en)                | Démocrate                              | Élu en 1898. Retrait.                                                                | Un second siège fut ajouté en 1913. | Un second siège fut ajouté en 1913. | Un second siège fut ajouté en 1913.                                                                         |
| 4 mars 1901 - 3 mars 1903     | 57e       | Caldwell Edwards (en)                  | Populiste                              | Élu en 1900. Retrait.                                                                | Un second siège fut ajouté en 1913. | Un second siège fut ajouté en 1913. | Un second siège fut ajouté en 1913.                                                                         |
| 4 mars 1903 - 3 mars 1907     | 58e , 59e | Joseph M. Dixon (en)                   | Républicain                            | Élu en 1902. Réélu en 1904. Retrait pour se présenter comme Sénateur des États-Unis. | Un second siège fut ajouté en 1913. | Un second siège fut ajouté en 1913. | Un second siège fut ajouté en 1913.                                                                         |
| 4 mars 1907 - 3 mars 1913     | 60e - 62e | Charles N. Pray (en)                   | Républicain                            | Élu en 1906. Réélu en 1908. Réélu en 1910. Perd sa réélection.                       | Un second siège fut ajouté en 1913. | Un second siège fut ajouté en 1913. | Un second siège fut ajouté en 1913.                                                                         |
| 4 mars 1913 - 3 mars 1917     | 63e , 64e | John M. Evans (en)                     | Démocrate                              | Élu en 1912. Réélu en 1914. Réélu en 1916. Redécoupage vers le 1er district.         | Tom Stout (en)                      | Démocrate                           | Élu en 1912. Réélu en 1914. Retrait.                                                                        |
| 4 mars 1917 - 3 mars 1919     | 65e       | John M. Evans (en)                     | Démocrate                              | Élu en 1912. Réélu en 1914. Réélu en 1916. Redécoupage vers le 1er district.         | Jeannette Rankin                    | Républicain                         | Élue en 1916. Redécoupage vers le 1er district et retrait pour se présenter comme Sénatrice des États-Unis. |

Les deux sièges at-large furent déplacés à la représentation du district en 1919, et resta jusqu'en 1993, lorsque le Montana perdit un siège dû au Recensement de 1990, rétablissant un siège at-large.

### 1993 - 2023: Un siège
| Membre                              | Parti       | Années                          | Congrès     | Histoire électorale |
| ----------------------------------- | ----------- | ------------------------------- | ----------- | --- |
| District rétablit le 3 janvier 1993 |             |                                 |             | |
| Pat Williams (en)                   | Démocrate   | 3 janvier 1993 - 3 janvier 1997 | 103e , 104e | Redécoupage depuis le 1er district et réélu en 1992. Réélu en 1994. Retrait.                                                                     |
| Rick Hill                           | Républicain | 3 janvier 1997 - 3 janvier 2001 | 105e , 106e | Élu en 1996. Réélu en 1998. Retrait. |
| Denny Rehberg                       | Républicain | 3 janvier 2001 - 3 janvier 2013 | 107e - 112e | Élu en 2000. Réélu en 2002. Réélu en 2004. Réélu en 2006. Réélu en 2008. Réélu en 2010. Retrait pour se présenter comme Sénateur des États-Unis. |
| Steve Daines                        | Républicain | 3 janvier 2013 - 3 janvier 2015 | 113e        | Élu en 2012. Retrait pour se présenter comme Sénateur des États-Unis.                                                                            |
| Ryan Zinke                          | Républicain | 3 janvier 2015 - 1er mars 2017  | 114e , 115e | Élu en 2014. Réélu en 2016. Démissionne pour devenir Secrétaire à l'Intérieur des États-Unis.                                                    |
| Vacant                              | Vacant      | 1er mars 2017 - 21 juin 2017    | 115e , 116e | |
| Greg Gianforte                      | Républicain | 21 juin 2017 - 3 janvier 2021   | 115e , 116e | Élu pour terminer le mandat de Zinke. Réélu en 2018. Retrait pour se présenter comme Gouverneur du Montana.                                      |
| Matt Rosendale                      | Républicain | 3 janvier 2021 - 3 janvier 2023 | 117e        | Élu en 2020. Redécoupage vers le 2e district. |
| District supprimé le 3 janvier 2023 |             |                                 |             | |

## Résultats des récentes élections
Voici les résultats des dix précédents cycles électoraux dans le district

### 2002
| Élection de 2002 du district at-large du Montana | Élection de 2002 du district at-large du Montana | Élection de 2002 du district at-large du Montana | Élection de 2002 du district at-large du Montana | Élection de 2002 du district at-large du Montana |
| ------------------------------------------------ | ------------------------------------------------ | ------------------------------------------------ | ------------------------------------------------ | ------------------------------------------------ |
| Parti                                            | Parti                                            | Candidat                                         | Votes                                            | %                                                |
|                                                  | Républicain                                      | Denny Rehberg (sortant)                          | 214 100                                          | 64,62                                            |
|                                                  | Démocrate                                        | Steve Kelly                                      | 108 233                                          | 32,67                                            |
|                                                  | Libertarien                                      | Mike Fellows                                     | 8988                                             | 2,71                                             |
| Total des votes                                  | Total des votes                                  | Total des votes                                  | 340 272                                          | 100%                                             |
|                                                  | Les Républicains conservent                      |                                                  |                                                  |                                                  |

### 2004
| Élection de 2004 du district at-large du Montana | Élection de 2004 du district at-large du Montana | Élection de 2004 du district at-large du Montana | Élection de 2004 du district at-large du Montana | Élection de 2004 du district at-large du Montana |
| ------------------------------------------------ | ------------------------------------------------ | ------------------------------------------------ | ------------------------------------------------ | ------------------------------------------------ |
| Parti                                            | Parti                                            | Candidat                                         | Votes                                            | %                                                |
|                                                  | Républicain                                      | Denny Rehberg (sortant)                          | 286 076                                          | 64,40                                            |
|                                                  | Démocrate                                        | Steve Kelly                                      | 145 606                                          | 32,78                                            |
|                                                  | Libertarien                                      | Mike Fellows                                     | 12 548                                           | 2,82                                             |
| Total des votes                                  | Total des votes                                  | Total des votes                                  | 456 096                                          | 100%                                             |
|                                                  | Les Républicains conservent                      |                                                  |                                                  |                                                  |

### 2006
| Élection de 2006 du district at-large du Montana | Élection de 2006 du district at-large du Montana | Élection de 2006 du district at-large du Montana | Élection de 2006 du district at-large du Montana | Élection de 2006 du district at-large du Montana |
| ------------------------------------------------ | ------------------------------------------------ | ------------------------------------------------ | ------------------------------------------------ | ------------------------------------------------ |
| Parti                                            | Parti                                            | Candidat                                         | Votes                                            | %                                                |
|                                                  | Républicain                                      | Denny Rehberg (sortant)                          | 239 124                                          | 58,88                                            |
|                                                  | Démocrate                                        | Monica Lindeen                                   | 158 916                                          | 39,13                                            |
|                                                  | Libertarien                                      | Mike Fellows                                     | 8085                                             | 1,99                                             |
| Total des votes                                  | Total des votes                                  | Total des votes                                  | 411 061                                          | 100%                                             |
|                                                  | Les Républicains conservent                      |                                                  |                                                  |                                                  |

### 2008
| Élection de 2008 du district at-large du Montana | Élection de 2008 du district at-large du Montana | Élection de 2008 du district at-large du Montana | Élection de 2008 du district at-large du Montana | Élection de 2008 du district at-large du Montana |
| ------------------------------------------------ | ------------------------------------------------ | ------------------------------------------------ | ------------------------------------------------ | ------------------------------------------------ |
| Parti                                            | Parti                                            | Candidat                                         | Votes                                            | %                                                |
|                                                  | Républicain                                      | Denny Rehberg (sortant)                          | 308 470                                          | 64,14                                            |
|                                                  | Démocrate                                        | John Driscoll                                    | 155 930                                          | 32,42                                            |
|                                                  | Libertarien                                      | Mike Fellows                                     | 16 500                                           | 3,43                                             |
| Total des votes                                  | Total des votes                                  | Total des votes                                  | 497 599                                          | 100%                                             |
|                                                  | Les Républicains conservent                      |                                                  |                                                  |                                                  |

### 2010
| Élection de 2010 du district at-large du Montana | Élection de 2010 du district at-large du Montana | Élection de 2010 du district at-large du Montana | Élection de 2010 du district at-large du Montana | Élection de 2010 du district at-large du Montana |
| ------------------------------------------------ | ------------------------------------------------ | ------------------------------------------------ | ------------------------------------------------ | ------------------------------------------------ |
| Parti                                            | Parti                                            | Candidat                                         | Votes                                            | %                                                |
|                                                  | Républicain                                      | Denny Rehberg (sortant)                          | 217 696                                          | 60,41                                            |
|                                                  | Démocrate                                        | Dennis McDonald                                  | 121 954                                          | 33,84                                            |
|                                                  | Libertarien                                      | Mike Fellows                                     | 20 691                                           | 5,74                                             |
| Total des votes                                  | Total des votes                                  | Total des votes                                  | 367 096                                          | 100%                                             |
|                                                  | Les Républicains conservent                      |                                                  |                                                  |                                                  |

### 2012
| Élection de 2012 du district at-large du Montana | Élection de 2012 du district at-large du Montana | Élection de 2012 du district at-large du Montana | Élection de 2012 du district at-large du Montana | Élection de 2012 du district at-large du Montana |
| ------------------------------------------------ | ------------------------------------------------ | ------------------------------------------------ | ------------------------------------------------ | ------------------------------------------------ |
| Parti                                            | Parti                                            | Candidat                                         | Votes                                            | %                                                |
|                                                  | Républicain                                      | Steve Daines                                     | 255 468                                          | 53,25                                            |
|                                                  | Démocrate                                        | Kim Gillan                                       | 204 939                                          | 42,72                                            |
|                                                  | Libertarien                                      | David Kaiser                                     | 19 333                                           | 4,03                                             |
| Total des votes                                  | Total des votes                                  | Total des votes                                  | 367 096                                          | 100%                                             |
|                                                  | Les Républicains conservent                      |                                                  |                                                  |                                                  |

### 2014
| Élection de 2014 du district at-large du Montana | Élection de 2014 du district at-large du Montana | Élection de 2014 du district at-large du Montana | Élection de 2014 du district at-large du Montana | Élection de 2014 du district at-large du Montana |
| ------------------------------------------------ | ------------------------------------------------ | ------------------------------------------------ | ------------------------------------------------ | ------------------------------------------------ |
| Parti                                            | Parti                                            | Candidat                                         | Votes                                            | %                                                |
|                                                  | Républicain                                      | Ryan Zinke                                       | 201 436                                          | 55,47                                            |
|                                                  | Démocrate                                        | John Lewis                                       | 146 474                                          | 40,34                                            |
|                                                  | Libertarien                                      | Mike Fellows                                     | 15 105                                           | 4,16                                             |
| Total des votes                                  | Total des votes                                  | Total des votes                                  | 369 047                                          | 100%                                             |
|                                                  | Les Républicains conservent                      |                                                  |                                                  |                                                  |

### 2016
| Élection de 2016 du district at-large du Montana | Élection de 2016 du district at-large du Montana | Élection de 2016 du district at-large du Montana | Élection de 2016 du district at-large du Montana | Élection de 2016 du district at-large du Montana |
| ------------------------------------------------ | ------------------------------------------------ | ------------------------------------------------ | ------------------------------------------------ | ------------------------------------------------ |
| Parti                                            | Parti                                            | Candidat                                         | Votes                                            | %                                                |
|                                                  | Républicain                                      | Ryan Zinke (sortant)                             | 285 358                                          | 56,19                                            |
|                                                  | Démocrate                                        | Denise Juneau                                    | 205 919                                          | 40,55                                            |
|                                                  | Libertarien                                      | Rick Breckendridge                               | 16 554                                           | 3,26                                             |
| Total des votes                                  | Total des votes                                  | Total des votes                                  | 507 831                                          | 100%                                             |
|                                                  | Les Républicains conservent                      |                                                  |                                                  |                                                  |

### 2017
| Élection Spéciale de 2017 du district at-large du Montana | Élection Spéciale de 2017 du district at-large du Montana | Élection Spéciale de 2017 du district at-large du Montana | Élection Spéciale de 2017 du district at-large du Montana | Élection Spéciale de 2017 du district at-large du Montana |
| --------------------------------------------------------- | --------------------------------------------------------- | --------------------------------------------------------- | --------------------------------------------------------- | --------------------------------------------------------- |
| Parti                                                     | Parti                                                     | Candidat                                                  | Votes                                                     | %                                                         |
|                                                           | Républicain                                               | Greg Gianforte                                            | 189 473                                                   | 50,19                                                     |
|                                                           | Démocrate                                                 | Rob Quist                                                 | 166 483                                                   | 44,11                                                     |
|                                                           | Libertarien                                               | Mark L Wicks                                              | 21 509                                                    | 5,70                                                      |
| Total des votes                                           | Total des votes                                           | Total des votes                                           | 377 465                                                   | 100%                                                      |
|                                                           | Les Républicains conservent                               |                                                           |                                                           |                                                           |

### 2018
| Élection de 2018 du district at-large du Montana | Élection de 2018 du district at-large du Montana | Élection de 2018 du district at-large du Montana | Élection de 2018 du district at-large du Montana | Élection de 2018 du district at-large du Montana |
| ------------------------------------------------ | ------------------------------------------------ | ------------------------------------------------ | ------------------------------------------------ | ------------------------------------------------ |
| Parti                                            | Parti                                            | Candidat                                         | Votes                                            | %                                                |
|                                                  | Républicain                                      | Greg Gianforte (sortant)                         | 256 661                                          | 50,88                                            |
|                                                  | Démocrate                                        | Kathleen Williams                                | 233 284                                          | 46,25                                            |
|                                                  | Libertarien                                      | Elinor Swanson                                   | 14 476                                           | 2,87                                             |
| Total des votes                                  | Total des votes                                  | Total des votes                                  | 504 421                                          | 100%                                             |
|                                                  | Les Républicains conservent                      |                                                  |                                                  |                                                  |

### 2020
| Élection de 2020 du district at-large du Montana | Élection de 2020 du district at-large du Montana | Élection de 2020 du district at-large du Montana | Élection de 2020 du district at-large du Montana | Élection de 2020 du district at-large du Montana |
| ------------------------------------------------ | ------------------------------------------------ | ------------------------------------------------ | ------------------------------------------------ | ------------------------------------------------ |
| Parti                                            | Parti                                            | Candidat                                         | Votes                                            | %                                                |
|                                                  | Républicain                                      | Matt Rosendale                                   | 339 169                                          | 56,39                                            |
|                                                  | Démocrate                                        | Kathleen Williams                                | 262 340                                          | 43,61                                            |
| Total des votes                                  | Total des votes                                  | Total des votes                                  | 601 509                                          | 100%                                             |
|                                                  | Les Républicains conservent                      |                                                  |                                                  |                                                  |